# Société nationale immobilière de Tunisie
La Société nationale immobilière de Tunisie (SNIT), créée en 1957, est une entreprise publique tunisienne chargée des programmes de construction de nouvelles habitations.

## Mission
Les missions de la SNIT sont :
- la régularisation du marché de l'immobilier tunisien[2] ;
- la construction de logements (sociaux, économiques et autres) en vue de leur vente ou de leur location ;
- l'achat des terrains nécessaires pour réaliser sa mission.

## Données
La SNIT avait construit 26 000 logements entre 1957 et 2011.

## Filiales
Le 15 décembre 1978, trois filiales sont créées sous la forme de sociétés anonymes ayant comme but principal la promotion immobilière :
- SNIT Nord ;
- SNIT Centre ;
- SNIT Sud, dont le champ d'action s'étend sur huit gouvernorats (Sfax, Gabès, Gafsa, Médenine, Sidi Bouzid, Tozeur, Tataouine et Kébili), et qui dispose d'un capital social de 1 200 000 dinars[1].

## Direction
- depuis 2021 : Fahmi Kammoun[4],[5]